# Sankt Stefan-Afiesl
Sankt Stefan-Afiesl är en kommun i Österrike. Den ligger i distriktet Rohrbach i förbundslandet Oberösterreich, 170 kilometer väster om huvudstaden Wien. Kommunen bildades 2019 genom en sammanslagning av kommunerna Sankt Stefan am Walde och Afiesl. I norr gränsar kommunen till Tjeckien.
Kommunen består av 16 orter (Ortschaften) (inom parentes invånarantal 1 januari 2024).
Orter markerade med * efter namnet tillhörde före sammanslagningen Afiesl, övriga tillhörde Sankt Stefan am Walde.

- Dambergschlag (61)
- Gmain (8)
- Haid (37)
- Herrnschlag (78)
- Innenschlag (26)
- Köckendorf* (96)
- Neuschlag* (104)
- Oberafiesl* (72)
- Obereben (18)
- Oberriedl (82)
- Preßleithen (17)
- Raiden (78)
- Sankt Stefan am Walde (225)
- Unterafiesl* (34)
- Untereben (25)
- Unterriedl (148)